# سیارک ۱۸۱۲۵
سیارک ۱۸۱۲۵ (به انگلیسی: 18125 Brianwilson، نامگذاری:2000OF) هجده هزار و صد و بیست و پنجمین سیارک کشف شده‌است که در ۲۲ ژوئیه ۲۰۰۰ کشف شد.
قدر مطلق سیارک برابر ۱۴٫۳۰ است.